# Confessio

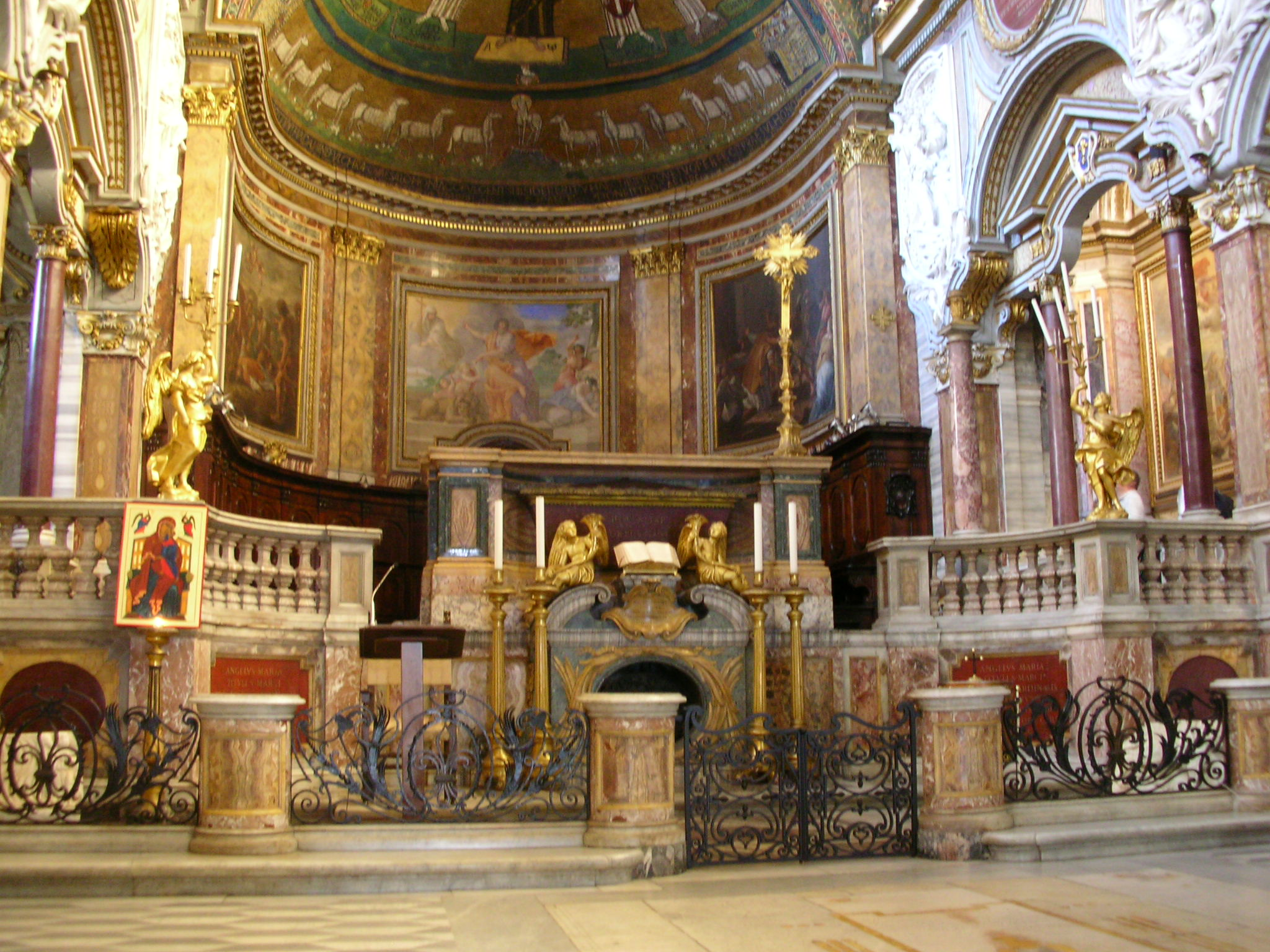
Rom, San Marco, Hauptaltar mit Confessio

Die Confessio im Sinn der Kirchenarchitektur ist eine spezifische Altaranlage in einer Kirche, die den Gläubigen den Zugang zu den unter dem Altar aufbewahrten Märtyrerreliquien ermöglicht.

## Architektur
In der Architektur ist das unveränderte lateinische Wort ein Fachausdruck des Kirchenbaus. Er bezeichnet einen Andachtsraum vor einem Heiligengrab unter dem Hauptaltar einer Kirche, sofern er von der Mitte des Langhauses über einen Treppenabstieg erreichbar und von oben einsehbar ist. In der Frühromanik war auch der Zugang über eine Ringkrypta möglich. Der Zugang über einen Treppenabstieg ist gewöhnlich mit Ziergeländern und Öllampen hervorgehoben. Zum eigentlichen Grabraum, der Krypta, erlaubt ein Sichtfenster (Fenestrella) den Durchblick. Erstmals findet man diesen Begriff Ende des 4. Jahrhunderts im Zusammenhang mit dem Märtyrergrab des Petrus im Petersdom.
Confessio in dieser Bedeutung ist Lehnbegriff aus griech. martyrion, „Märtyrergrab und -gedenkstätte“.